# Мандрелл, Барбара
Барбара Энн Мандрелл (англ. Barbara Ann Mandrell, род. 25 декабря 1948 года) — американская кантри-певица. В 1970-80-е годы была одной из самых успешных исполнительниц, чьи песни неоднократно входили в десятку лучших. В 2009 году принята в Зал славы кантри.
Барбара Мандрелл стала первой певицей, дважды завоевавшей награду «Исполнитель года» Ассоциации кантри-музыки, и оставалась таковой, пока её успех в 2011 году не повторила Тейлор Свифт Кроме этого, в 1979 и 1981 году Мандрелл признавалась «Певицей года».
В 1978 году песня Мандрелл Sleeping Single in a Double Bed попала на первую строчку Billboard, следом за ней, в начале 1979, в лидеры выбилась песня (If Loving You Is Wrong) I Don't Want to Be Right. В 1980 песня Years также стала номером один. В следующие три года, с 1981 по 1983, на первой строке побывали ещё три песни: I Was Country When Country Wasn't Cool (её фирменная песня), затем 'Till You're Gone и One of a Kind, Pair of Fools. В тот же период Мандрелл завоевала множество других наград и премий музыкальной индустрии.

## Ранние годы

### Детство
Барбара Мандрелл родилась 25 декабря 1948 года. Она была старшей дочерью в семье музыкантов из Хьюстона, штат Техас. В возрасте пяти лет Барбара умела играть на аккордеоне и читать ноты В девятилетнем возрасте она настолько хорошо овладела слайд-гитарой, что отец взял её на музыкальную выставку в Чикаго, где её талант заметили Чет Аткинс и Джо Мафис. Вскоре после этого Мандрелл стала выступать вместе с Мафисом в ночных клубах Лас-Вегаса, а затем участвовала в турне с Редом Фоули, Тексом Риттером и Джонни Кэшем. В 1961 году состоялся её дебют в сериале NBC-TV Five Star Jubilee.
Взрослея, Барбара Мандрелл училась играть на педал-стиле и лэп-стиле и других инструментах, включая аккордеон, саксофон и банджо. Она аккомпанировала на гитаре легендарной Пэтси Клайн, которая упомянула Мандрелл в письме как «тринадцатилетней блондинке, нереально играющей на гитаре». В 13 лет Мандрелл участвовала в турах с Клайн, Джонни Кэшем и Джорджем Джонсом, а также продолжала играть для Джо Мафиса в Лас-Вегасе и в концертах Town Hall Party в Лос-Анджелесе.
Пару лет спустя Мандрелл и её сестры Луиза и Ирлен, а также родители, организовали музыкальный коллектив Mandrell Family Band. Они выступали с концертами в Соединённых Штатах и Азии. Барабанщик группы, Кен Дадни, вскоре после окончания школы стал мужем Барбары.

### Начало карьеры
Дадни вскоре попал по призыву во флот, стал пилотом и был направлен за океан. Мандрелл решила, что станет кантри-певицей и переехала в Нашвилл, штат Теннесси. Отец был её менеджером, и с его помощью Мандрелл подписала в 1969 году контракт с Columbia Records. В течение следующих лет Мандрелл записала несколько песен, пользовавшихся сравнительной популярностью. Её продюсером в это время был Билли Шеррилл, известный сотрудничеством с такими популярными кантри-исполнителями, как Тэмми Уайнетт, Чарли Рич и Таня Такер.

## Карьера в кантри-музыке

### 1969–1974: Начало
Всего 48 часов спустя после появления на сцене ночного клуба поблизости от Grand Ole Opry, Барбара Мандрелл получила предложения от шести звукозаписывающих компаний. Подписав контракт с Columbia в 1969, она сразу же попала в чарт с ремейком песни Отиса Реддинга I've Been Loving You Too Long. В 1970 Мандрелл впервые попала в Top 40 с песней Playin' Around With Love. В том же году она начала выступать с певцом Дэвидом Хьюстоном, и их дуэт также снискал заметную популярность у слушателей Первые пластинки Мандрелл заслужили одобрение со стороны коллег, но настоящий прорыв произошёл в 1973 с синглом The Midnight Oil: это была первая песня, исполненная от лица женщины, совершившей измену — так до этого не пел никто. В этом Мандрелл снова стала первой.
Сотрудничая с Columbia Records, Мандрелл работала с кантри-продюсером Билли Шерриллом, который также был продюсером Чарли Рича и Тэмми Уайнетта. Под руководством Шеррилла, Мандрелл записывала композиции в стиле кантри-соул, которые, однако, не приносили ей большого успеха. Среди ранних хитов были Tonight My Baby's Comin' Home (1971) и After Closing Time (дуэт с Дэвидом Хьюстоном). Записи продавались плохо. Позднее Шеррилл писал в своей книге How Nashville Became Music City, что руководство Columbia каждый год спрашивало, зачем он держит Мандрелл, если её записи не продаются. Так продолжалось до 1975 года.

### 1975–1984: Кантри-поп
В 1975 году Мандрелл перешла в ABC/Dot и под руководством Тома Коллинза впервые добилась попадания в Топ 5 с синглом Standing Room Only. Серия удачных хитов увенчалась первым попаданием на высшую строчку с песней 1978 года Sleeping Single in a Double Bed, сразу за которой последовала ещё одна победа с песней (If Loving You Is Wrong) I Don't Want to Be Right в начале 1979. Песня If Loving You Is Wrong также оказалась успешным кроссовером — единственной у Мандрелл песней, попавшей в Топ 40 поп-чарта, достигнув 31 места. Также песня добралась до Топ 10 среди AC-музыки радиостанций.
В 1980-е годы у Мандрелл появились новые хиты, включая Crackers и Wish You Were Here. Многие синглы вошли в Топ 10, а некоторые поднялись на высшую строчку, в том числе Years. Три других, побывавших на первой строке: I Was Country When Country Wasn't Cool, 'Till You're Gone и One of a Kind, Pair of Fools — все в период с 1981 по 1983 годы, когда Мандрелл также получила множество других наград и премий музыкальной индустрии I Was Country When Country Wasn't Cool стала одной из самых известных песен Мандрелл. Одно из самых популярных её версий — в исполнении Джорджа Джонса.
В 1980 году Мандрелл стала третьей женщиной, выигравшей награду «Исполнитель года» Ассоциации кантри-музыки. В следующем, 1981 году, она повторила свой успех, став первым исполнителем, победившим в этой номинации дважды. С этого началась нескончаемая череда побед: Мандрелл несколько раз завоёвывала награды CMA, ACM и MCN, семь раз получала American Music Award и девять раз People's Choice, что сделало её самым титулованным исполнителем в истории. В 1983 году Барбара Мандрелл завоевала «Грэмми» в номинации «Best Inspirational Performance» за песню He Set My Life to Music.
В 1984 году вышел сборник дуэтов с Ли Гринвудом Meant for Each Other Две песни этого альбома пробились в чарты 1984 и 1985 годов: вошедшая в пятёрку лучших To Me и в двадцатку лучших It Should Have Been Love By Now.
Также в 1984 году на Мьюзик-Роу в Нашвилле напротив прежнего месторасположения Зала слава кантри открылся аттракцион Barbara Mandrell Country.

### 1984: Дорожно-транспортное происшествие
Будучи на пике популярность, Барбара Мандрел оказалась отброшена назад после серьёзного дорожного происшествия 11 сентября 1984 года. По словам Тони Рейнхольда из журнала Redbook, певица «получила множественные повреждения правой ноги, включая переломы бедра, колена и лодыжки. Она также получила рваные раны, ссадины и сотрясение мозга, которое привело к временной потере памяти, дезориентации и проблемам с речью». Через полтора года реабилитации Мандрелл вернулась в шоу-бизнес. В своих интервью она рассказала, что авария заставила её переосмыслить приоритеты.
В 1997 году она решила закончить карьеру и больше времени проводить с семьёй. С этого момента она не выступает и не появляется на публике Мандрелл активный сторонник использования ремней безобасности, в том числе потому, что до аварии ни она, ни её дети Мэтью и Джейми (бывшие в этот момент с матерью) обычно не пристёгивались. Однако перед самым происшествием она увидела универсал с открытой задней дверью и непристёгнутых детей внутри, поэтому почувствовала необходимость сказать своим детям воспользоваться ремнями безопасности.
Во время восстановительного периода Мандрелл не могла работать и вынуждена была использовать страховку, чтобы оплачивать счета и выплачивать зарплату своей группе. При этом Мандрелл сообщили, что непременным условием получения страховых выплат по законам Теннесси является иск к наследникам виновника происшествия (Марка Уайта 19 лет, погибшего в аварии). Эти обстоятельства были причиной недопонимания, пока Мандрелл не разъяснила вопрос на «Шоу Опры Уинфри» в 1990 году.

## Актёрская карьера
В 1980 году состоялась премьера телепрограммы Barbara Mandrell and the Mandrell Sisters на NBC. Помимо хозяек шоу: Барбары, Луизы и Ирден —передача включала в себя выступления приглашённых музыкантов и комедийные номера. Каждый выпуск заканчивался песней в жанре госпел, что в итоге привело к появлению альбома христианской музыки He Set My Life to Music (1982). Насыщенный график привел к проблемам с голосом, и доктора посоветовали в 1982 году прекратить телевизионные выступления. Телешоу было отмечено наградой People's Choice и двумя номинациями: Golden Globe и TV Land Award. В 1983 году Мандрелл дебютировала на сцене Лас-Вегаса с шоу The Lady Is a Champ.
В 1984 году, непосредственно перед дорожной аварией, Мандрелл была занята в ведущей роли в Burning Rage, где её партнёром выступил Том Уопат. Позднее она была приглашённой звездой в таких сериалах, как «Пустое гнездо», «Диагноз: Убийство», «Доктор Куин, женщина-врач», «Комиссар полиции», «Спасатели Малибу», «Крутой Уокер: правосудие по-техасски» и «Досье детектива Рокфорда». Также она снималась в сериале Аарона Спеллинга «Любовь и тайны Сансет Бич».
В 1990 году Барбара Мандрелл написала автобиографию Get to the Heart: My Story, которая более трёх месяцев удерживалась в списке бестселлеров New York Times, а в 1997 году была экранизирована CBS TV с Морин Маккормик в главной роли. Мандрелл представляла свою книгу в рамках таких передач, как Sally Jessy Raphaël show, Geraldo и Шоу Опры Уинфри (в 1992 году Мандрел разделила с Уинфри титул «Женщина мира»). В праймтайм Мандрелл появлялась в The Tonight Show Starring Johnny Carson, Nashville Now Ральфа Эмери и даже читала рэп в одно из появлений на шоу Арсенио Холла.

## Личная жизнь
28 мая 1967 года Барбара Мандрелл вышла замуж за Кена Дадни. Дадни играл на ударных в группе Mandrell Family Band. У них родилось трое детей: Кеннет Мэтью Дадни (1970), Джейми Николь Дадни (1976) и Натаниэль Мандрелл Дадни (1985).
Дочь Джейми в 1993 году завоевала титул Miss Tennessee Teen USA и вышла в полуфинал конкурса Miss Teen USA 1993. В 1996 году она стала Miss Golden Globe, следуя традиции, что през представляют сын и дочь знаменитых родителей. После этого Джейми сыграла родную тётю Ирлен в фильме Get to the Heart (The Barbara Mandrell Story), а также появлялась в сериале CBS Как вращается мир с июня 1998 по январь 2000.
Старший сын Мэтью стал поваром и в течение многих лет работает в Нашвилле. С нескольких попыток справившись с алкогольной зависимостью, Мэтью женился на христианской певице Кристи Сазерленд и стал её личным менеджером.
Младший сын Натан окончил Университет Миссисипи и вскоре после этого женился.

## Награды
| Год  | Награда                                    | Ниминация                                                                                   |
| ---- | ------------------------------------------ | ------------------------------------------------------------------------------------------- |
| 2012 | Artists Music Guild                        | Favorite Retro Artist                                                                       |
| 2009 | Country Music Hall of Fame and Museum      | Inductee                                                                                    |
| 2008 | People Magazine                            | Ranked in "100 Most Beautiful at any age" list                                              |
| 2007 | People Magazine                            | Ranked in "100 Most Beautiful" list                                                         |
| 2005 | Academy of Country Music                   | Triple Crown Award                                                                          |
| 2002 | CMT's "40 Greatest Women of Country Music" | Rank – No. 38                                                                               |
| 2001 | Academy of Country Music Awards            | Pioneer Award                                                                               |
| 1999 | Country-Gospel Music Hall of Fame          | Elected to the Country-Gospel Hall of Fame                                                  |
| 1992 | Woman of the World                         | Woman of the World Award (tied w/ Oprah Winfrey)                                            |
| 1991 | TNN/Music City News Awards                 | Minnie Pearl Award                                                                          |
| 1987 | People's Choice Award                      | All-Around Female Performer                                                                 |
| 1987 | American Music Awards                      | Favorite Female Country Artist                                                              |
| 1986 | People's Choice Awards                     | All-Around Female Performer                                                                 |
| 1985 | People's Choice Awards                     | Favorite All-Around Female Performer                                                        |
| 1985 | People's Choice Awards                     | Favorite Female Musical Performer                                                           |
| 1985 | American Music Awards                      | Favorite Female Country Artist                                                              |
| 1985 | Music City News Country                    | Living Legend Award                                                                         |
| 1984 | People's Choice Awards                     | Favorite All-Around Female Musical Performer                                                |
| 1984 | American Music Awards                      | Favorite Female Country Artist                                                              |
| 1984 | Grammy Awards                              | Best Soul Gospel Duo Performance – "I'm So Glad We're Standing Here Today" (w/ Bobby Jones) |
| 1983 | People's Choice Awards                     | Favorite All-Around Female Performer                                                        |
| 1983 | American Music Awards                      | Favorite Female Country Artist                                                              |
| 1983 | Grammy Awards                              | Best Inspirational Performance – "He Set My Life to Music"                                  |
| 1982 | People's Choice Awards                     | Favorite All-Around Female Performer                                                        |
| 1982 | People's Choice Awards                     | Favorite Female Personality                                                                 |
| 1982 | People's Choice Awards                     | Favorite Female Musical Performer                                                           |
| 1982 | Music City News Country                    | Female Artist of the Year                                                                   |
| 1982 | Music City News Country                    | Instrumentalist of the Year                                                                 |
| 1981 | Academy of Country Music Awards            | Top Female Vocalist                                                                         |
| 1981 | Country Music Association Awards           | Entertainer of the Year                                                                     |
| 1981 | Country Music Association Awards           | Female Vocalist of the Year                                                                 |
| 1981 | American Music Awards                      | Favorite Female Country Artist                                                              |
| 1981 | Music City News Country                    | Comedian of the Year                                                                        |
| 1981 | Music City News Country                    | Female Artist of the Year                                                                   |
| 1981 | Music City News Country                    | Instrumentalist of the Year                                                                 |
| 1981 | People Magazine                            | 25 Most Intriguing List                                                                     |
| 1980 | Academy of Country Music Awards            | Entertainer of the Year                                                                     |
| 1980 | Country Music Association Awards           | Entertainer of the Year                                                                     |
| 1980 | American Music Awards                      | Favorite Country Single – "Sleeping Single In a Double Bed"                                 |
| 1979 | Music City News Country                    | Female Artist of the Year                                                                   |
| 1979 | Country Music Association Awards           | Female Vocalist of the Year                                                                 |
| 1978 | Academy of Country Music Awards            | Top Female Vocalist                                                                         |
| 1976 | Music City News Country                    | Most Promising Female Artist of the Year                                                    |
| 1971 | Academy of Country Music Awards            | Top New Female Vocalist                                                                     |

## Дискография
Дискография Барбары Мандрелл насчитывает 25 студийных альбомов, один концертный альбом, семь сборников, 68 синглов и один B-side.

### Избранные синглы
- The Midnight Oil (1973)
- Sleeping Single in a Double Bed (1978)
- (If Loving You is Wrong) I Don’t Want to Be Right (1979)
- Years (1979)
- I Was Country When Country Wasn’t Cool (1981)

### Избранные альбомы
- The Midnight Oil (1973)
- Moods (1978)
- Barbara Mandrell Live (1981)